# Кижуч
Ки́жуч (лат. Oncorhynchus kisutch) — анадромный вид рыб семейства лососёвых (Salmoidae).

## Описание
Кижуч — крупная рыба, достигает длины 108 см, массы 15,2 кг. От других лососей кижуч хорошо отличается ярко-серебристым цветом чешуи (отсюда японское и американское название — «серебряный лосось» и старое русское — «белая рыба»).
По азиатскому побережью обитает от реки Анадырь вдоль камчатского побережья до рек северо-западной части Охотского моря. Изредка встречается на восточном Сахалине и Хоккайдо, в реках нижнего Амура.
На североамериканском побережье Тихого океана более распространён, где он обитает от Аляски до Калифорнии (река Сакраменто).
Размеры североамериканских рыб больше, чем тех, что встречаются в азиатской части ареала. Азиатские представители вида достигают длины не более 88 см и массы не более 6,8 кг.
Половозрелым становится на третьем, четвёртом годах жизни. Отмечено преждевременное созревание части самцов в пресных водах. Кижуч входит на нерест в реки гораздо позже остальных видов лососей.
На Камчатке различают летнего, осеннего и зимнего кижуча. Летний нерестится в сентябре—октябре; осенний — в ноябре—декабре; зимний — в декабре—январе и даже в феврале, а в единичных случаях и в марте. В озёрах никогда не нерестится, только в реках или ключах.
Во время нереста самцы становятся тёмно-малиновыми, самки же приобретают значительно более светлый розоватый оттенок. После нереста все особи погибают. Основная масса молоди скатывается в море на втором году жизни и очень редко на третьем и четвёртом. Питается ручейниками, насекомыми, их личинками, икрой и мальками рыб.
Морской период жизни длится около полутора лет. Проходной кижуч зимует в океане.
В некоторых озёрах (Саранное озеро на острове Беринга, озеро Котельное около Петропавловска-Камчатского и в озёрах Магаданской области) образует жилую форму, которая составляет самостоятельные популяции.
Половой зрелости жилая форма достигает на четвёртом году жизни.

## Хозяйственное значение
Кижуч — ценная промысловая рыба, но численность его невелика.
| Год                      | 2005 | 2006 | 2007 | 2008 | 2009 | 2010 |
| Мировые уловы, тыс. т    | 19,0 | 18,2 | 17,0 | 22,0 | 20,0 | 20,9 |
| Российские уловы, тыс. т | 0,9  | 1,3  | 3,7  | 3,65 | 3,7  | 4,9  |

В мясе кижуча от 6,1 до 9,5 % жира. Мясо кижуча красное, вкусное, оно содержит астаксантин, витамины В1, В2, минералы и микроэлементы — железо, молибден, никель, фтор, цинк, хром.